# Амфитрион
Амфитрион е герой от древногръцката митология. Той е с видно потекло, в което са преплетени митологични и исторически елементи. Като борец, е считан за един от създателите на съвременния свободен стил в борбата, състезавал се над 2680 пъти и загубил само около 30 – 40 схватки (наградата в турнирите по това време е най-красивата девойка в Гърция). Зевс прелъстява съпругата му, след което се раждат близнаците Ификъл и Херакъл (или Херкулес).
Изобилието от перипетии в неговия живот осигурява възможности за драматургични и повествователни преработки, които писателите правят през вековете: Софокъл, Плавт, Молиер, фон Клайст, Жироду и др.